# Florițoaia Nouă, Ungheni
Florițoaia Nouă este un sat din componența comunei Florițoaia Veche din raionul Ungheni, Republica Moldova.